# Colpophyllia
A Colpophyllia a virágállatok (Anthozoa) osztályának a kőkorallok (Scleractinia) rendjébe, ezen belül az agykorallok (Mussidae) családjába tartozó nem.

## Rendszerezés
A nembe az alábbi 2 faj tartozik:
- Colpophyllia breviserialis Milne Edwards & Haime, 1849
- Colpophyllia natans (Houttuyn, 1772) - típusfaj